# اینگرید به فنا می‌رود
اینگرید به‌فنا می‌رود (به انگلیسی: Ingrid Goes West) یک فیلم کمدی-درام آمریکایی به کارگردانی مت اسپایسر و نویسندگی اسپایسر و دیوید برانسون اسمیث است. از بازیگران آن می‌توان به آبری پلازا، الیزابت اولسن، بیلی مگنوسن، وایت راسل، مردیت هاگنر و پام کلمنتیئف اشاره کرد. نخستین نمایش فیلم در طی رقابت در جشنواره فیلم ساندنس ۲۰۱۷ بود که موفق به دریافت جایزه بهترین فیلم‌نامه والدو سالت شد، و سپس توسط نئون در تاریخ ۱۱ اوت ۲۰۱۷ در ایالات متحده اکران گردید.

## داستان
داستان فیلم بیانگر زندگی اینگرید، خانومی جوان در پنسیلوانیا است که مشکل روانی و ناپایداری دارد. او پس از اینکه در صفحه اینستاگرام می‌یابد یکی از دوستانش به نام شارلوت ازدواج کرده‌است و او را به عروسی خود دعوت نکرده‌است، اسپری و هدیه‌ها را به صورت شارلوت می‌زند و این اتفاق باعث می‌شود که او مدتی را در بیمارستان روانپزشکی سپری کند. پس از این اتفاق او برای شارلوت مرتباً نامه می‌نویسد و بیان می‌کند که این اتفاق‌ها به خاطر از دست دادن مادرش بوده و هیچ قصدی نداشته‌است، و در نهایت او از تیمارستان مرخص می‌شود.
در ادامه اینگرید با یه تأثیرگذار شبکه‌های اجتماعی به نام تیلور آشنا می‌شود و کامنتی را در پایین پست او قرار می‌دهد و او نیز به کامنت اینگرید پاسخ می‌دهد و این پاسخ باعث می‌شود تا او به لس آنجلس سفر کند.